# Alfa Romeo 164
Alfa Romeo 164 — легковий передньопривідний автомобіль виробництва компанії Alfa Romeo. Випускався з 1987 по 1998 роки. Відноситься до європейського сегменту E. Випускався в кузові седан. Автомобіль був побудований на одній платформі з Fiat Croma, Saab 9000 і Lancia Thema.

## Опис

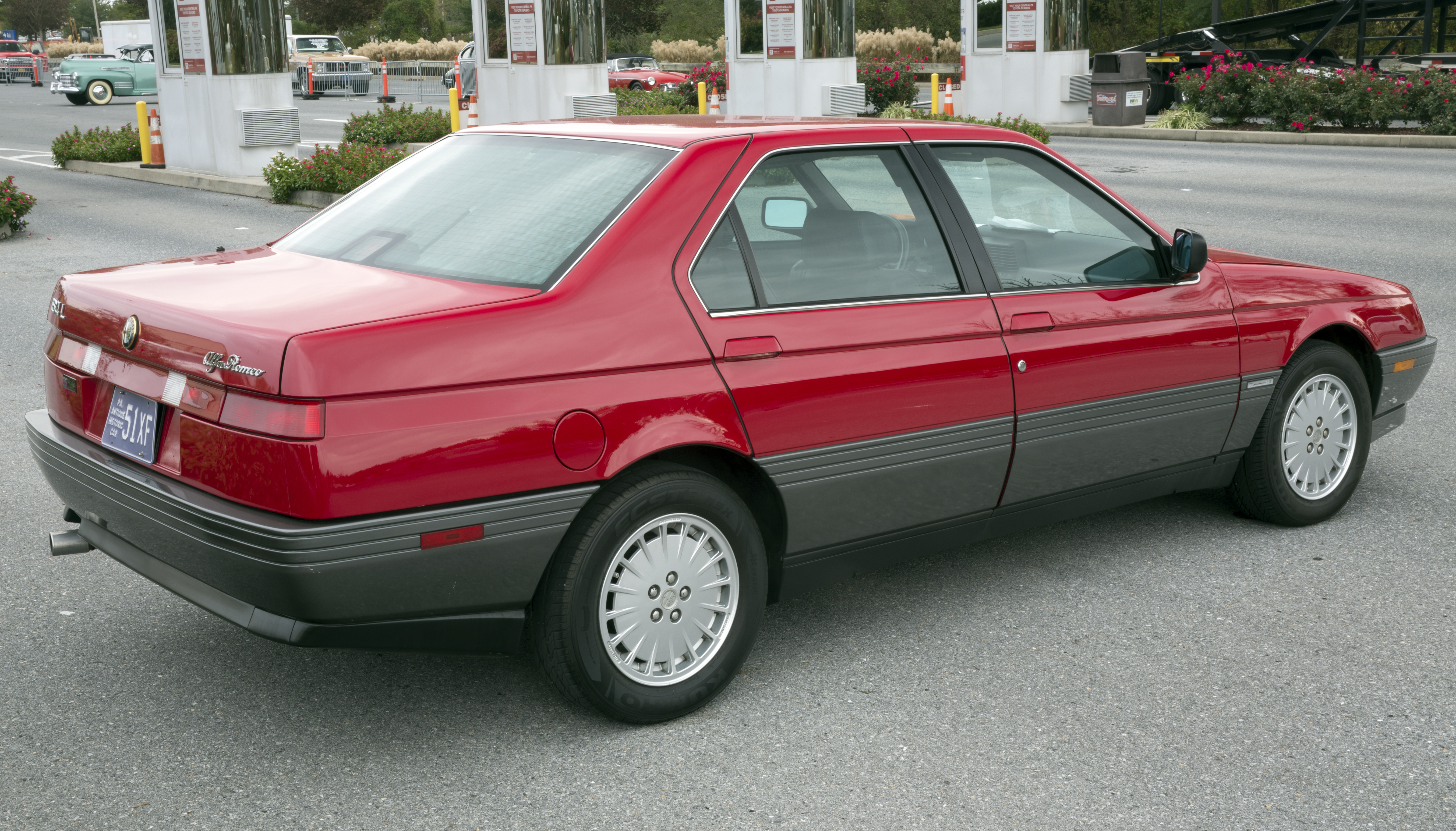
Alfa Romeo 164

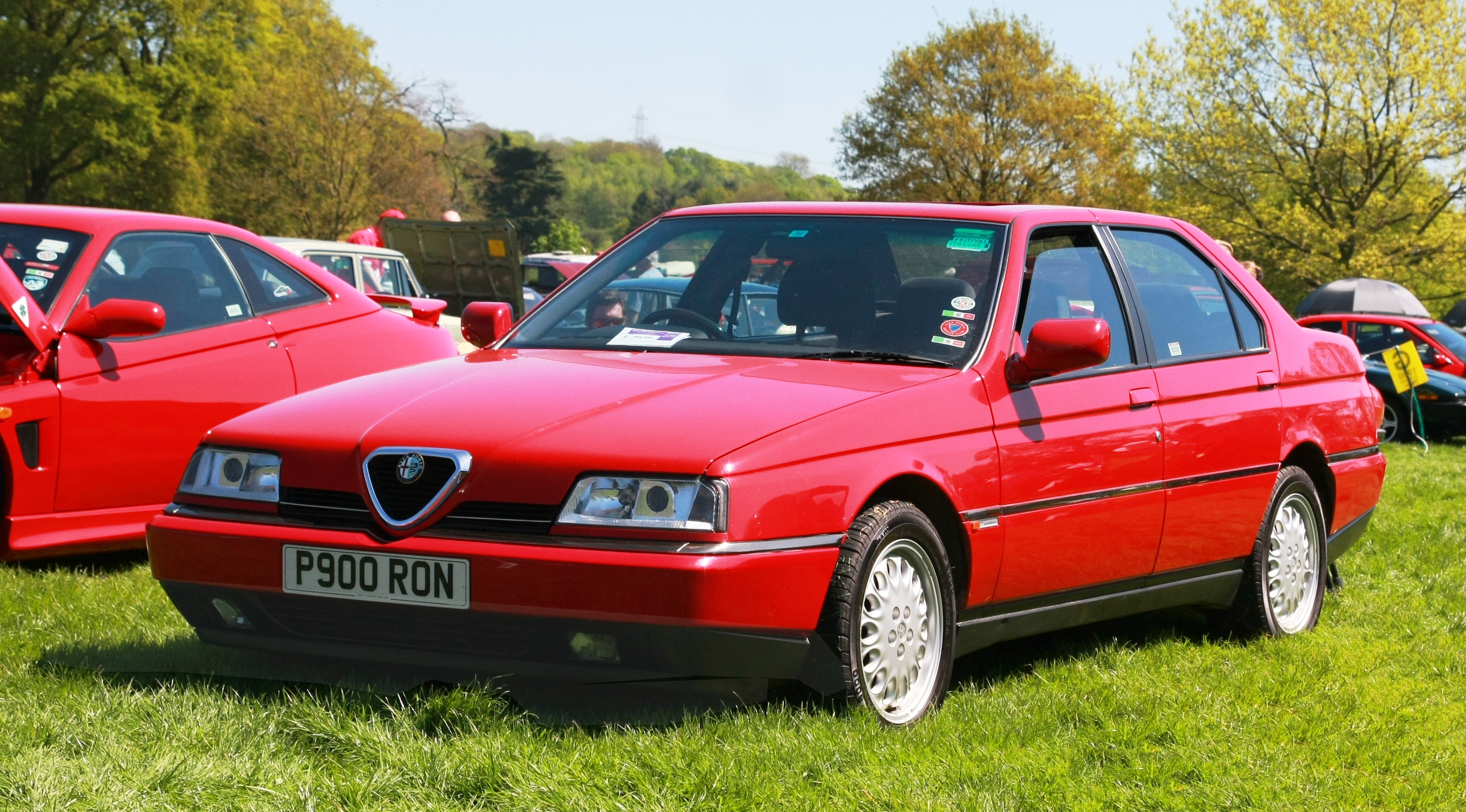
Alfa Romeo 164 Super (1992—1997)

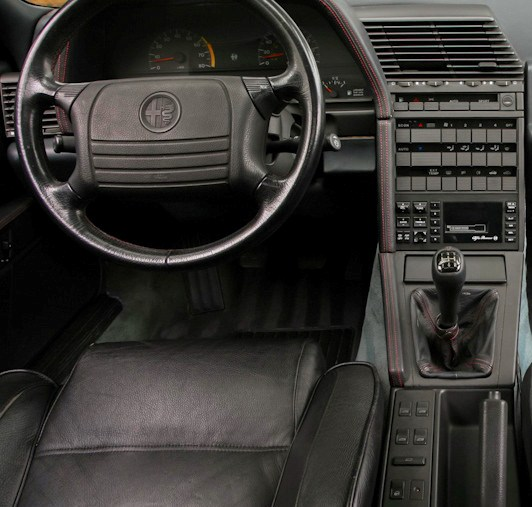

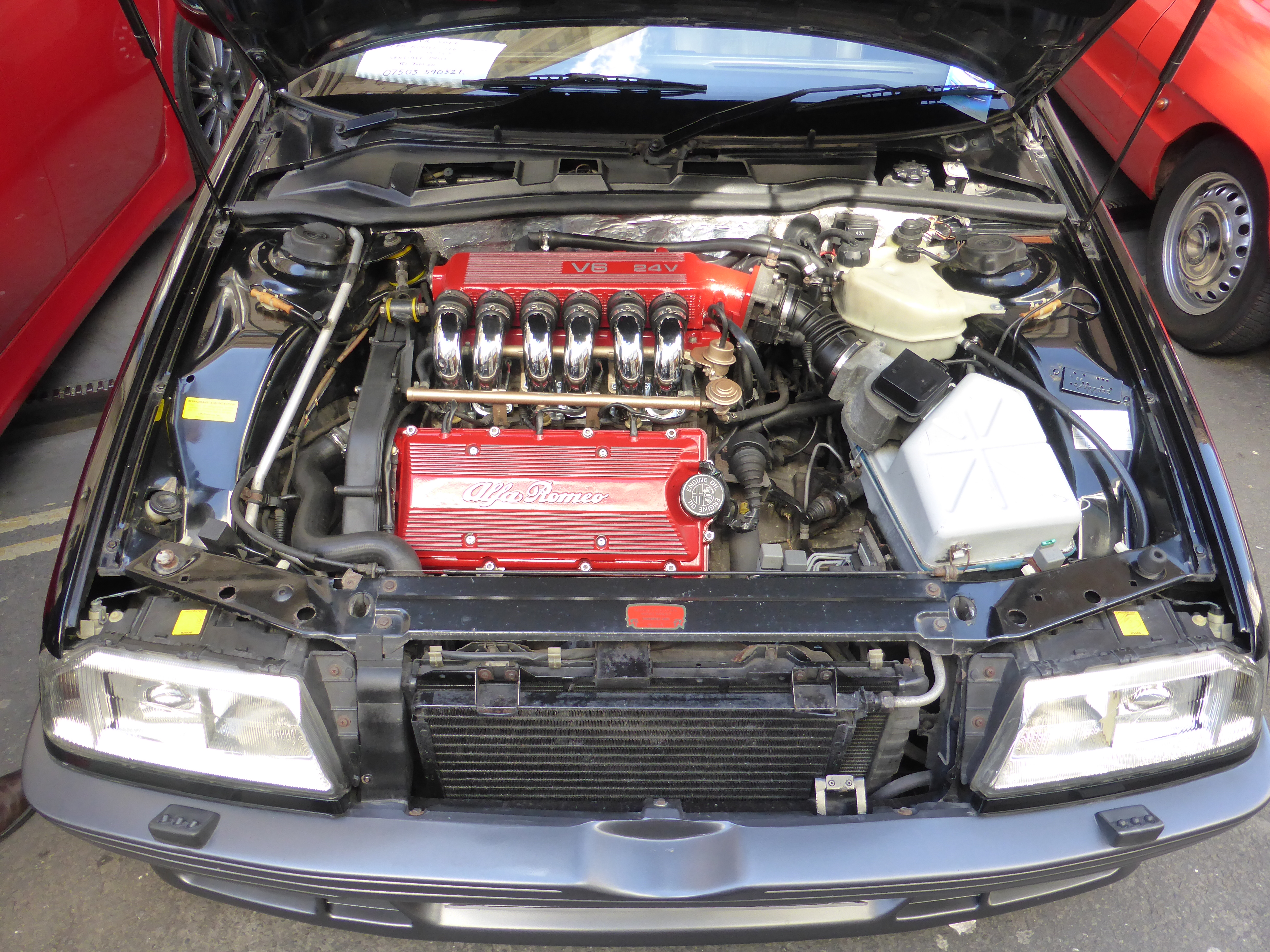
Alfa-Romeo 164 V6 24v

Дизайн був розроблений Енріко Фуміа з ательє Pininfarina. Розроблена цим ательє прямолінійна стилізація якісно відрізняла його від колег по проекту. А продумана емблема бренду, розташована на решітці радіатора, придавала йому вишуканості. Створюючи седан 164, автовиробник відмовився від традиційного варіанту червоного купе. На відміну від перших моделей Alfa, п'ятимісний седан 164 мав привід на передні колеса та був дуже подібний до Fiat. Седан 164 — це спроба компанії поборотись з німецькими конкурентами за місце у сегменті висококласних автомобілів. І Alfa Romeo 164 отримав свою долю успіху на європейському ринку як серед покупців, так і серед критиків. За потужність у 164 з самого початку відповідав потужний 3.0-літровий двигун V6 Busso на 130 кВт і 245 Н.м. Пару йому складала 4-ступенева автоматична коробка передач. У 1993 році відбулись зміни, які торкнулись багатьох аспектів оснащення. Випуск автомобіля припинився у 1998 році і на даний момент його можливо придбати лише на вторинному ринку. Цікавим фактом щодо цього седана є те, що 164 став останнім автомобілем компанії Alfa Romeo перед тим, як її купила Fiat. 
Восени 1992 року Alfa Romeo оновила цю модель назвавши її 164 Super. 
Всього було випущено 273 857 автомобілів.

## Двигуни
Виходили версії з 2- і 3-літровими двигунами. Особливістю 2-літрових двигунів було те, що в них вже використовувалась система TwinSpark. Також був випущений спеціальний двигун 3,5-літровий V10 потужністю 620 к.с., і версія з ним називалась Alfa Romeo 164 Pro-car.
Бензинові:
| двигун                      | кількість циліндрів | об'єм двигуна | потужність                            | крутний момент              | роки випуску    |
| --------------------------- | ------------------- | ------------- | ------------------------------------- | --------------------------- | --------------- |
| 2.0 Twin Spark              | 4                   | 1962 cm³      | 109 kW (148 PS) przy 5800/min         | 188 Nm                      | 09.1987–06.1990 |
| 2.0 Twin Spark Katalysator  | 4                   | 1962 cm³      | 105 kW (143 PS) przy 5800/min         | 186 Nm                      | 12.1987–06.1990 |
| 2.0 Twin Spark              | 4                   | 1962 cm³      | 106 kW (144 PS) przy 5800/min         | 187 Nm                      | 09.1991–09.1992 |
| Super TS (2.0)              | 4                   | 1995 cm³      | 107 kW (146 PS) przy 5800/min         | 193 Nm                      | 10.1992–06.1997 |
| Turbo (2.0)                 | 4                   | 1995 cm³      | 129 kW (175 PS) przy 5250/min         | 265 Nm (з Overboost 284 Nm) | 09.1987–12.1990 |
| 2.0 V6 Turbo                | 6                   | 1996 cm³      | 150–155 kW (204–211 PS) przy 6000/min | 280 Nm (з Overboost 300 Nm) | 03.1991–09.1992 |
| Super V6 TB                 | 6                   | 1996 cm³      | 151 kW (205 PS) przy 6000/min         | 295 Nm                      | 10.1992–06.1997 |
| 3.0 V6                      | 6                   | 2959 cm³      | 141 kW (192 PS) przy 5600/min         | 245 Nm                      | 11.1987–09.1991 |
| 3.0 V6 Katalysator          | 6                   | 2959 cm³      | 135 kW (184 PS) przy 5600/min         | 261 Nm                      | 11.1987–09.1992 |
| 3.0 V6                      | 6                   | 2959 cm³      | 135 kW (184 PS) przy 5600/min         | 259 Nm                      | 10.1992–06.1994 |
| 3.0 Super V6                | 6                   | 2959 cm³      | 132 kW (180 PS) przy 5600/min         | 252 Nm                      | 06.1994–06.1997 |
| Super V6 24V                | 6                   | 2959 cm³      | 155 kW (211 PS) przy 6300/min         | 266 Nm                      | 10.1992–06.1997 |
| Quadrifoglio Verde (3.0 V6) | 6                   | 2959 cm³      | 147 kW (200 PS) przy 5800/min         | 269 Nm                      | 09.1990–09.1992 |
| QV (3.0 V6 24V)             | 6                   | 2959 cm³      | 171 kW (232 PS) przy 6300/min         | 284 Nm                      | 10.1992–06.1997 |
| Q4 (3.0 V6 24V)             | 6                   | 2959 cm³      | 171 kW (232 PS) przy 6300/min         | 284 Nm                      | 02.1994–06.1997 |

Дизельні:
| двигун                 | кількість циліндрів | об'єм двигуна | потужність                   | крутний момент | роки випуску    |
| ---------------------- | ------------------- | ------------- | ---------------------------- | -------------- | --------------- |
| 2.5 Turbodiesel        | 4                   | 2499 cm³      | 86 kW (117 PS) przy 4200/min | 258 Nm         | 09.1987–09.1992 |
| 2.5 TD                 | 4                   | 2499 cm³      | 92 kW (125 PS) przy 4200/min | 294 Nm         | 10.1992–02.1994 |
| Super TD               | 4                   | 2499 cm³      | 92 kW (125 PS) przy 4200/min | 294 Nm         | 02.1994–06.1997 |
| Super TD (Katalysator) | 4                   | 2499 cm³      | 92 kW (125 PS) przy 4200/min | 288 Nm         | 02.1994–06.1997 |

## 164 Pro-Car

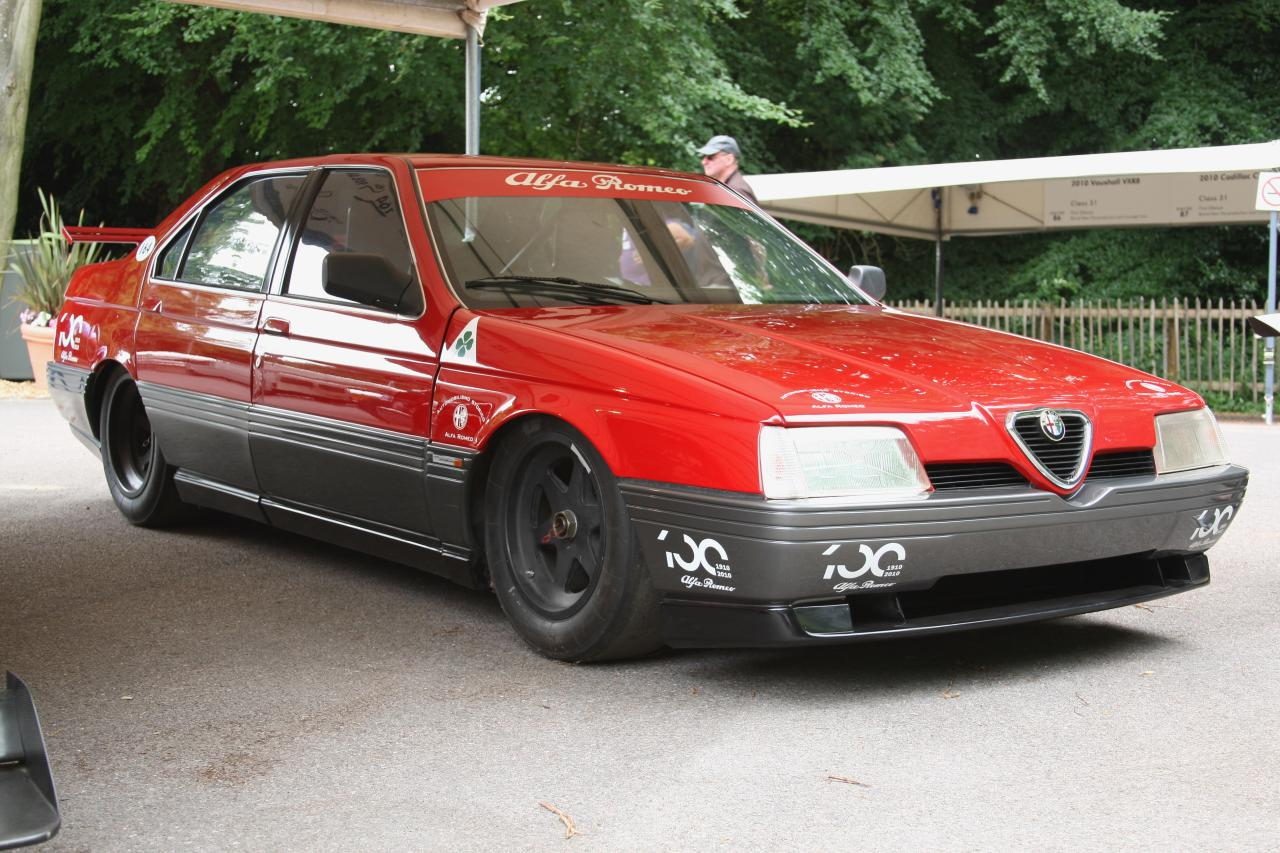
Alfa Romeo 164 Pro-Car

У 1988 році Alfa Romeo випустила спорткар 164 Pro-Car із центральним розташуванням двигуна та двигуном Alfa V1035 3,5 л V10. Цю незвичайну силову установку спочатку планувалося використовувати командою Ligier F1 і вона мала потужність 629 к.с. (462 кВт) при 13300 об/хв і 340 Нм крутного моменту при 9500 об/хв. При вазі лише 750 кг 164 Pro-Car розвивав максимальну швидкість 340 км/год і мав час на чверть милі за 9,7 секунди. Було заплановано проведення гонок у спеціальній гоночній серії, як допоміжний захід Гран-прі Формули-1. Оскільки Alfa Romeo була єдиним виробником, який виробляв автомобіль для цієї серії, проект був остаточно скасований. Лише одне рухоме шасі з Alfa Romeo V10 було побудовано Motor Racing Developments Ltd., компанією, що стоїть за командою Brabham Formula One, яка на той час належала Alfa Romeo.